# Jean Bertrand
Jean Bertrand (Toulouse, 1482 - Veneza, 4 de dezembro de 1560) foi um cardeal do século XVII

## Biografia
Nasceu em Toulouse em 1482. Ele era de baixa estatura. Seu pai era procurador-geral do Parlamento de Toulouse. Dos Signeurs de Villemele.
Obteve um doutorado in utroque iure ..
Primeiro presidente do Parlamento de Toulouse, 1536. Por recomendação da condestável Anne de Montmorency, o rei Francisco I da França nomeou-o primeiro presidente do Parlamento de Paris. Durante o reinado do rei Henrique II da França, foi guardião do selo real, 1551; e depois vice-chanceler e chanceler. Após a morte de sua esposa, Jeanne Baras, senhora de Mirabelle e Villemor, com quem teve um filho e duas filhas, decidiu ingressar no estado eclesiástico..
Clérigo de Toulouse..
Eleito bispo de Cominges, 16 de dezembro de 1555. Consagrado, 30 de abril de 1560, no altar-mor da capela da Virgem Maria, Loreto, por Filippo Riccabella, bispo de Recanati e Loreto. Renunciou ao governo da diocese antes de 16 de junho de 1556. Núncio na Alemanha, 1557. Vice-rei de Sabóia..
Criado cardeal presbítero no consistório de 15 de março de 1557. Administrador da arquidiocese de Sens, em 5 de julho de 1557. Recebeu o barrete vermelho e o título de Ss. Nereo ed Achilleo, 9 de agosto de 1557. Participou da assembléia realizada em Paris pelo rei Henrique II da França para solidificar sua posição contra seus inimigos. Participou do conclave de 1559, que elegeu o Papa Pio IV. Optou pelo título de S. Prisca, 16 de janeiro de 1560. Optou pelo título de S. Crisogono, 13 de março de 1560. Nomeado um dos juízes da causa contra o cardeal Carlo Carafa, 1560. Embaixador extraordinário da França perante o veneziano senado, 1560..
Morreu em Veneza em 4 de dezembro de 1560. Sepultado na igreja agostiniana de S. Stefano, Veneza. A notícia de sua morte chegou a Roma em 12 de dezembro de 1560.